# Viliam Žingor
Viliam Žingor (ur. 30 lipca 1912 we wsi Bystrička, zm. 18 grudnia 1950 r. w Bratysławie) – słowacki dowódca partyzancki pod koniec II wojny światowej, działacz kombatancki, a następnie dowódca oddziału antykomunistycznego w okresie powojennym.
W okresie międzywojennym był urzędnikiem, a następnie pracował w spółdzielni rolniczej w Martinie. W latach 1942–1943 prowadził księgarnię w Bratysławie. W 1943 r. został zmobilizowany do armii słowackiej, ale zbiegł w góry. W poł. 1944 r. w rejonie Bystričkiej sformował oddział partyzancki, zaś w sierpniu tego roku założył leśny obóz szkoleniowy. 25 sierpnia jego oddział połączył się z oddziałem Petra Velički, tworząc II Czechosłowacką Brygadę Partyzancką M. R. Štefánika. Objął dowództwo nad nią. Brygada, licząca ok. 1,3 tys. ludzi, przeszła do Doliny Rajeckiej, gdzie 29 sierpnia zastał ją wybuch słowackiego powstania narodowego. Po upadku walk na przełomie października i listopada brygada dalej prowadziła działalność partyzancką do wkroczenia na Słowację Armii Czerwonej. Po zakończeniu wojny V. Žingor stał się jednym z głównych działaczy Związku Słowackich Partyzantów. Wstąpił też do Komunistycznej Partii Słowacji, ale wystąpił z niej w lipcu 1947 r. Po objęciu władzy przez komunistów w lutym 1948 r., zaczął przeciwstawiać się ich polityce. Występował w obronie represjonowanych b. partyzantów. Wiosną 1949 r. zebrał grupę swoich podkomendnych z czasów wojny (m.in. Samuel Bibza, Ladislav Nosák, Jozef Kubík, Alexander Pavlis, Jozef Hrušák, Ján Lichner, Elena Bulubášová) i udał się z nimi do Doliny Rajeckiej, gdzie sformował z nich oddział partyzancki. Liczył on ok. 35 ludzi. Oddział został jednak pod koniec listopada rozbity, zaś V. Žingor 2 dni później schwytany. W październiku 1950 r. skazano go na karę śmierci, wykonaną 18 grudnia tego roku w Bratysławie. W 1968 r. został zrehabilitowany. W listopadzie 1989 r., po zlikwidowaniu reżimu komunistycznego, mianowano go na stopień generała. W jego b. domu we wsi Bystrička została otworzona izba pamięci.